# Kirgisistan ved OL
Kirgisistan deltog første gang som selvstændig nation i olympiske lege under Vinter-OL 1994 i Lillehammer. De har siden deltaget i samtlige sommer- og vinterlege. Udøvere fra Kirgisistan deltog tidligere som en del af Sovjetunionen (1952–1988) og SNG (1992). 

## Medaljeoversigt
| Kirgisistans medaljer under de olympiske sommerlege | Kirgisistans medaljer under de olympiske sommerlege | Kirgisistans medaljer under de olympiske sommerlege | Kirgisistans medaljer under de olympiske sommerlege | Kirgisistans medaljer under de olympiske sommerlege | Kirgisistans medaljer under de olympiske sommerlege |                     | Kirgisistans medaljer under de olympiske vinterlege | Kirgisistans medaljer under de olympiske vinterlege | Kirgisistans medaljer under de olympiske vinterlege | Kirgisistans medaljer under de olympiske vinterlege | Kirgisistans medaljer under de olympiske vinterlege | Kirgisistans medaljer under de olympiske vinterlege |
| Lege                                                | Guld                                                | Sølv                                                | Bronze                                              | Totalt                                              | Rang                                                | Lege                | Guld                                                | Sølv                                                | Bronze                                              | Totalt                                              | Rang                                                |                                                     |
| 1952–1988                                           | som en del af Sovjetunionen                         | som en del af Sovjetunionen                         | som en del af Sovjetunionen                         | som en del af Sovjetunionen                         | som en del af Sovjetunionen                         | 1956–1988           | som en del af Sovjetunionen                         | som en del af Sovjetunionen                         | som en del af Sovjetunionen                         | som en del af Sovjetunionen                         | som en del af Sovjetunionen                         |                                                     |
| 1992 Barcelona                                      | som en del af SNG                                   | som en del af SNG                                   | som en del af SNG                                   | som en del af SNG                                   | som en del af SNG                                   | 1992 Albertville    | som en del af SNG                                   | som en del af SNG                                   | som en del af SNG                                   | som en del af SNG                                   | som en del af SNG                                   |                                                     |
| 1996 Atlanta                                        | 0                                                   | 0                                                   | 0                                                   | 0                                                   | –                                                   | 1994 Lillehammer    | 0                                                   | 0                                                   | 0                                                   | 0                                                   | –                                                   |                                                     |
| 2000 Sydney                                         | 0                                                   | 0                                                   | 1                                                   | 1                                                   | 71                                                  | 1998 Nagano         | 0                                                   | 0                                                   | 0                                                   | 0                                                   | –                                                   |                                                     |
| 2004 Athen                                          | 0                                                   | 0                                                   | 0                                                   | 0                                                   | –                                                   | 2002 Salt Lake City | 0                                                   | 0                                                   | 0                                                   | 0                                                   | –                                                   |                                                     |
| 2008 Beijing                                        | 0                                                   | 1                                                   | 1                                                   | 2                                                   | 64                                                  | 2006 Torino         | 0                                                   | 0                                                   | 0                                                   | 0                                                   | –                                                   |                                                     |
| 2012 London                                         | 0                                                   | 0                                                   | 0                                                   | 0                                                   | –                                                   | 2010 Vancouver      | 0                                                   | 0                                                   | 0                                                   | 0                                                   | –                                                   |                                                     |
| 2016 Rio de Janeiro                                 | 0                                                   | 0                                                   | 0                                                   | 0                                                   | –                                                   | 2014 Sotji          | 0                                                   | 0                                                   | 0                                                   | 0                                                   | –                                                   |                                                     |
| 2020 Tokyo                                          |                                                     |                                                     |                                                     |                                                     |                                                     | 2018 Pyeongchang    | 0                                                   | 0                                                   | 0                                                   | 0                                                   | –                                                   |                                                     |
| Totalt                                              | 0                                                   | 1                                                   | 2                                                   | 3                                                   |                                                     | Totalt              | 0                                                   | 0                                                   | 0                                                   | 0                                                   |                                                     |                                                     |